# Felsőkemence
Felsőkemence (szlovákul: Vyšná Kamenica) község Szlovákiában, a Kassai kerület Kassa-környéki járásában.

## Fekvése
Kassától 22 km-re északkeletre, az Eperjes-Tokaji-hegység nyugati oldalán található.

## Története
1420-ban említik először „Kemenche” alakban, de már a 14. században is létezett. Akkoriban a szinyei uradalomhoz tartozott.
A 18. század végén Vályi András így ír róla: „Alsó, és Felső Kemencze. Két tót faluk Abaúj Várm. Alsónak földes Ura Kácsándi Uraság, amannak pedig több Uraságok, fekszik ez Regete Ruszkához közel, mellynek filiája, lakosai katolikusok, többen evangelikusok, és reformátusok, határbéli földgyei alsó Kemenczének jó termékenységűek, vagyonnyai jelesek, piatzozása Kassán nem meszsze, Felső Kemenczének pedig határja követses, és soványas, és piatzozása is tovább esik.”
Fényes Elek 1851-ben kiadott geográfiai szótárában így ír a faluról: „Kemencze (Felső), Horni Kamenic, Abauj vármegyében, tót falu, 60 r. kath., 14 g. kath., 150 evang., 20 ref., 35 zsidó lak. Evang. szentegyház. F. u. gr. Forgács.”
Borovszky Samu monográfiasorozatának Abaúj-Torna vármegyét tárgyaló része szerint: „Felső-Kemencze 71 házzal, 377 tótajku lakossal. Utolsó postája Herlány, táviró-állomása Kassa.”
A trianoni diktátumig Abaúj-Torna vármegye Füzéri járásához tartozott.

## Népessége
| Év:            | 1994. | 2004.   | 2014.   | 2024.    |
| -------------- | ----- | ------- | ------- | -------- |
| Emberek száma: | 233   | 245     | 268     | 393      |
| Eltérés:       |       | +5,15 % | +9,38 % | +46,64 % |

| Év:            | 2023. | 2024.  |
| -------------- | ----- | ------ |
| Emberek száma: | 375   | 393    |
| Eltérés:       |       | +4,8 % |

1910-ben 337, túlnyomórészt szlovák anyanyelvű lakosa volt.
2011-ben 266 lakosából 250 szlovák.

## Nevezetességei
- Evangélikus temploma a 14. század első felében épült. A 16. században reneszánsz stílusban alakították át, majd a 17. században bővítették.

## Neves személyek
- A templom falán emléktábla hirdeti, hogy itt konfirmálták Kossuth Lajost, Magyarország későbbi kormányzóját.